# 김해석
김해석(金海碩, 1939년 11월 21일~1998년 6월 2일)은 대한민국의 정치인으로, 제14대 국회의원을 지냈다.
대구 남구 출신으로, 본관은 경주이다. 경북고, 중앙대를 졸업하였다.
1981년 제11대 총선(한국국민당 후보)과 1988년 제13대 총선(신민주공화당 후보)에 출마하였으나, 각각 낙선하였다. 1992년 제14대 총선에서 통일국민당 후보로 출마하여 52,840표(득표율 45%)를 얻어 당선되었다. 다음 선거인 1996년 제15대 총선에서는 신한국당 후보로 재선에 나섰으나, 낙선하였다.
새마을금고연합회 사무국장, 대구시 행정자문위 상임위원 등을 역임하였다.

## 역대 선거 결과
|  | 15.78% |

|  | 23.22% |

|  | 32.03% |

|  | 45.00% |

|  | 26.25% |